# 范弘 (明朝宦官)
范弘（？—1449年），初名安，明朝交趾人，明代宣德时期的司礼监太监。

## 生平
永樂年間，被英國公張輔選中，送入宫廷，被明成祖所喜愛，令讀書涉獵歷史，之后侍奉東宮的太子朱高炽。宣德年間，升任司礼监太監，授免死詔書。正统年間，受到明英宗的眷顧，后跟隨英宗北伐，死於土木堡之變。
| 前任： 侯顯 | 司礼监掌印太监 ？年—1443年 | 繼任： 王振 |

## 延伸阅读
[在维基数据编辑]
 《明史卷三百〇四》，出自《明史》